# Rafael Ferrari
Rafael Ferrari (Porto Alegre, 1 de fevereiro de 1981) é um compositor, multi-instrumentista, arranjador, produtor e professor de música brasileiro. Autodidata, toca cavaquinho, bandolim e violão.

## Biografia
Começou na música com o cavaquinho no início de 2000. Em 2002, formou o grupo Camerata Brasileira, no qual teve importante atuação no sul do Brasil, sendo um dos expoentes que influenciaram uma leva de jovens músicos a tocar o choro e a música brasileira principalmente em Porto Alegre, abriu as portas de diversos espaços e projetos para os músicos locais e para a música brasileira. Com a Camerata Brasileira, Rafael Ferrari gravou 3 discos: Deixa Assim (Porto Alegre/RS - Independente/2004), Noves Fora (Recife/PE - Independente/2006) e Instrumental RS - Ao Vivo (Porto Alegre/RS - Petrobrás/2010).  
Rafael Ferrari permaneceu na Camerata Brasileira até 2010. No grupo, atuou como produtor, diretor e arranjador, e além dos 3 CDs, realizou apresentações em vários festivais por todo o Brasil e também no exterior, em países como Cuba e Paraguai.  
Em 2007 ganhou o Prêmio Açorianos de Música, a maior premiação da música do Rio Grande do Sul, na categoria Melhor Compositor de Música Instrumental, pelo disco Noves Fora..
Em 2014 muda-se para a cidade de São Paulo e grava o CD Bandolim Campeiro (São Paulo/SP - Independente/2014), o qual fez o primeiro lançamento na Europa em 16 concertos tendo participado de um dos maiores festival de bandolim do mundo, o XI Festival Mandolines de Lunel, na cidade de Lunel no sul da França. Neste CD, Rafael Ferrari mostra um estilo inédito de tocar o bandolim, registrando pela primeira vez, ritmos como a milonga, chacarera, vanerão, zamba, e outros ritmos e danças tradicionais da cultura gaúcha e da região sul do continente sul-americano. Pelo CD Bandolim Campeiro, recebeu novamente o Prêmio Açorianos de Música em 2015, nas categorias: Melhor Disco de Música Instrumental e Melhor Intérprete de Música Instrumental.
Rafael Ferrari participou de shows e gravações ao lado de nomes como Hamilton de Holanda, Toninho Horta, Renato Borghetti, Luiz Carlos Borges, Hermeto Paschoal, Plauto Cruz, Arthur de Faria, Yazek Mansano, entre outros.
A partir de 2015 Rafael Ferrari começou a desenvolver um importante trabalho utilizando a internet como ferramenta. Através deste trabalho tem difundido o bandolim e ampliado o acesso à conteúdos didáticos, históricos e tudo que diz respeito ao universo do bandolim brasileiro, possibilitando pela primeira vez na história do instrumento no Brasil, um campo de pesquisa e aprendizado com pontos fixos de referência para o bandolim.
Em 2016 idealizou o  Encontro Nacional de Bandolinistas  que foi o primeiro encontro online dedicado ao bandolim e que levou gratuitamente ao público, 15 entrevistados debatendo e falando sobre o bandolim, em uma semana de evento, 100% online. Foi um evento pioneiro dedicado ao bandolim. Realizou o 1º Workshop TOCANDO BANDOLIM, levando conhecimento para milhares de pessoas através da internet. É o autor do livro "ESCALAS PARA PARA BANDOLIM - Digitação Inteligente para Fluência em Qualquer Tom", e lançou também em 2016, o primeiro curso OnLine de bandolim do Brasil: TOCANDO BANDOLIM com Rafael Ferrari.
Rafael Ferrari é um dos mais importantes instrumentistas da nova geração do bandolim brasileiro e representa a modernização do instrumento propondo novas estéticas musicais e sendo o primeiro bandolinista a ter uma atuação profissional online, além de produzir conteúdos inéditos para o aprendizado do instrumento.

## Prêmios e indicações

### Prêmio Açorianos
| Ano  | Categoria                             | Indicação         | Resultado |
| ---- | ------------------------------------- | ----------------- | --------- |
| 2014 | Compositor de Música Instrumental     | Rafael Ferrari    | Venceu    |
| 2014 | Intérprete de Música Instrumental     | Rafael Ferrari    | Venceu    |
| 2014 | Instrumentista de Música Instrumental | Rafael Ferrari    | Indicado  |
| 2014 | Álbum de Música Instrumental          | Bandolim Campeiro | Indicado  |
| 2014 | Revelação do Ano                      | Rafael Ferrari    | Indicado  |